# Юган Ельмандер
Ю́ган Ельма́ндер (швед. Johan Elmander, МФА: [ˈjuː.ˈan ɛlˈmɑndɛr]; нар. 27 травня 1981, Алінгсос) — шведський футболіст, нападник. Відомий, зокрема, виступами за «Феєнорд», «Брондбю», «Тулузу», «Болтон Вондерерз», «Галатасарай», а також національну збірну Швеції.

## Клубна кар'єра
У дорослому футболі дебютував 1997 року виступами за команду клубу «Голмалундс» з рідного міста, в якій провів один сезон, взявши участь у 23 матчах чемпіонату.
Протягом 1999–2000 років захищав кольори команди клубу «Ергрюте».
Своєю грою за останню команду привернув увагу представників тренерського штабу нідерландського клубу «Феєнорд», до складу якого приєднався 2000 року. Відіграв за команду з Роттердама наступні два сезони своєї ігрової кар'єри. За цей час виборов титул володаря Кубка УЄФА.
2002 року був відданий в оренду до шведського «Юргордена», а ще за рік, у 2003, до нідерландського «НАК Бреда».
2004 року перейшов до провідного клубу Данії, «Брондбю», кольори якого захищав протягом двох сезонів. У 2006–2008 роках виступав у Франції за команду «Тулузи».
2008 року уклав контракт з англійським «Болтон Вондерерз», у складі якого провів наступні три роки своєї кар'єри гравця. Більшість часу, проведеного у складі «Болтона», був основним гравцем атакувальної ланки команди, хоча й не відзначався високою результативністю.
До складу турецького клубу «Галатасарай» приєднався 2011 року. Наразі встиг відіграти за стамбульську команду 16 матчів в національному чемпіонаті.

## Виступи за збірні
Протягом 2000–2004 років залучався до складу молодіжної збірної Швеції. На молодіжному рівні зіграв у 28 офіційних матчах, забив 12 голів.
2002 року дебютував в офіційних матчах у складі національної збірної Швеції. До 2015 року ровів у формі головної команди країни 85 матчів, забивши 20 голів.
У складі збірної був учасником чемпіонату світу 2006 року у Німеччині, а також чемпіонату Європи 2008 року в Австрії та Швейцарії і чемпіонату Європи 2012 року в Україні та Польщі.

## Титули і досягнення
- Чемпіон Швеції (1):

«Юргорден»: 2002
- Володар Кубка Швеції (1):

«Юргорден»: 2002
- Чемпіон Данії (1):

«Брондбю»: 2004-05
- Володар Кубка Данії (1):

«Брондбю»: 2004-05
- Володар Кубка данської ліги (1):

«Брондбю»: 2005
- Володар Кубка УЄФА (1):

«Феєнорд»: 2001-02
- Чемпіон Туреччини (2):

«Галатасарай»:  2011–12, 2012–13
- Володар Суперкубка Туреччини (2):

«Галатасарай»: 2012, 2013